# Jocotán
Jocotán est une ville du Guatemala dans le département de Chiquimula.